# Christoph Palmer

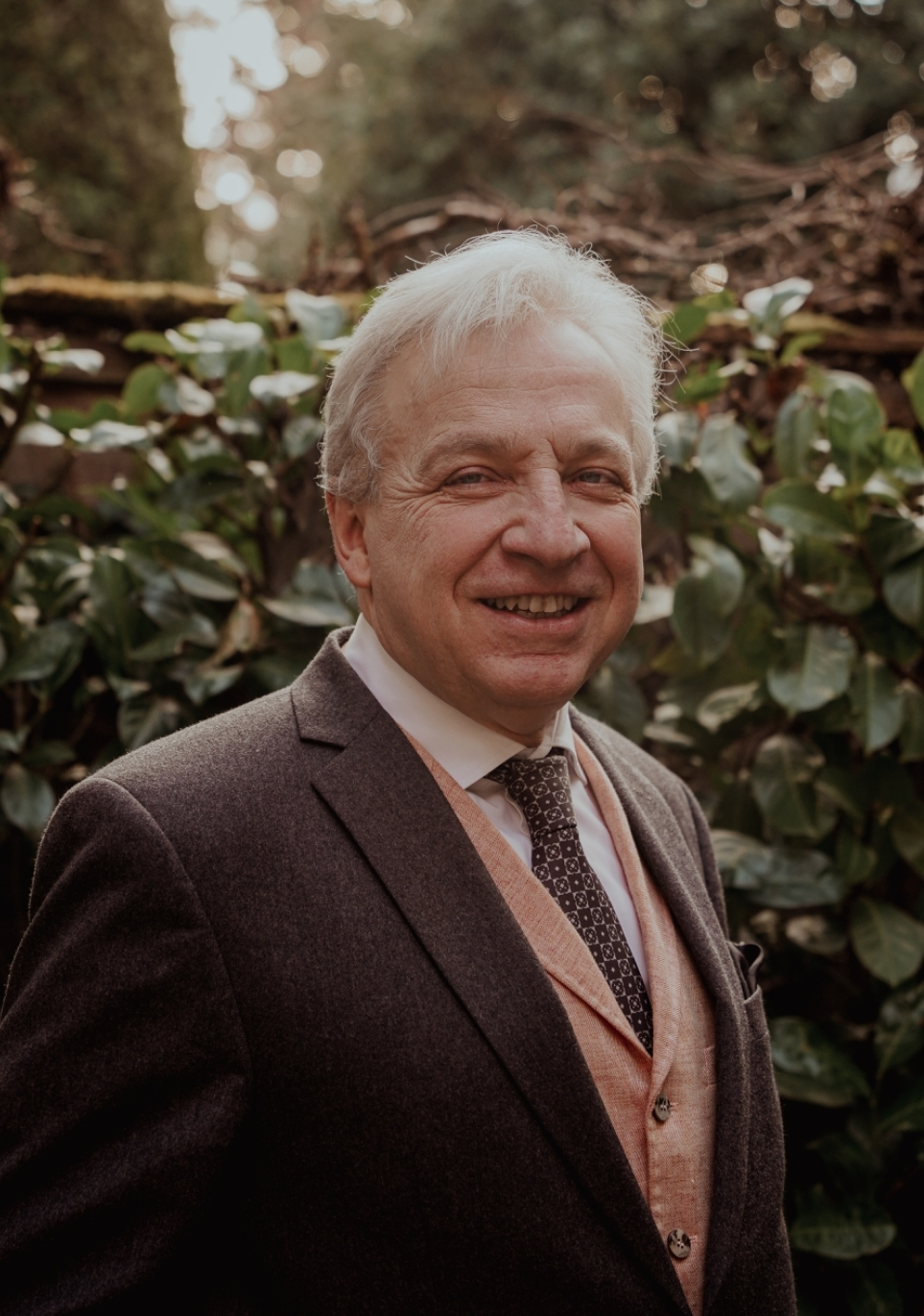
Christoph Palmer im Jahr 2024

Christoph Eberhardt Palmer (* 20. Juli 1962 in Stuttgart) ist ein deutscher ehemaliger Politiker (CDU) und heutiger Unternehmensberater. Von 2008 bis 2022 war er CEO der deutschen Produzentenallianz.

## Familie
Palmer ist mit der ehemaligen Stuttgarter Regionalrätin Christine Arlt-Palmer (CDU) verheiratet, welche 2014 nicht für eine weitere Wahlperiode kandidierte. Das Ehepaar hat drei Kinder. Bereits sein Vater, der selbständige Ingenieur Eberhardt Palmer (1931–2017), war über viele Jahre als Kommunalpolitiker in Stuttgart aktiv und von 1996 bis 1999 Regionalpräsident in der Region Stuttgart. Christoph Palmer ist ein Neffe des „Remstal-Rebellen“ Helmut Palmer (1930–2004) und dadurch ein Cousin des Tübinger Oberbürgermeisters Boris Palmer (ehemals Bündnis 90/Die Grünen).

## Beruflicher Werdegang
1983 bis 1988 studierte er Politikwissenschaft, Germanistik und Geschichte an der Eberhard-Karls-Universität Tübingen. Er wurde 1992 an der Universität Hohenheim zum Doktor der Wirtschafts- und Sozialwissenschaften promoviert. Von 1988 bis 1992 war er Parlamentarischer Berater der CDU-Fraktion im Landtag Baden-Württembergs. 1994 bis 1996 unterrichtete er als Professor für Politik an der Fachhochschule der Polizei in Villingen-Schwenningen.
Seit dem 1. April 2005 ist Palmer als Unternehmensberater selbständig tätig.
Ab dem 1. November 2008 war er zudem Vorsitzender der Geschäftsführung der im Frühjahr 2008 aus vier Verbänden neu geschaffenen Allianz Deutscher Produzenten – Film & Fernsehen (Produzentenallianz), die den Großteil der deutschen Film- und Fernsehproduktionsbetriebe vertritt. Christoph Palmer führte die Produzentenallianz als CEO fast vierzehn Jahre bis zur Amtsniederlegung am 30. April 2022. In dieser Zeit wuchs die Interessenvertretung der deutschen Film- und Fernsehproduktionswirtschaft von 60 auf über 300 Mitgliedsunternehmen, die über 80 % des Marktvolumens repräsentieren. „Palmer sorgte dafür, dass aus verschiedenen Verbänden eine starke Allianz wuchs.“ Seine Arbeit bilanzierte die FAZ mit den Worten: Christoph Palmer „sorgte mit großem Geschick und Ausdauer dafür, dass die zersplitterte Produzentenlandschaft stärker zueinander fand, um ihre Interessen gegenüber der Politik in Berlin und Brüssel zu vertreten und sich gegen die mächtigen öffentlich-rechtlichen und privaten Sender und die übermächtigen Digitalkonzerne zu behaupten. (...) An der Schnittstelle zwischen Produzenten, den anderen Kreativen, Sendern, Plattformen und der Politik in den Ländern, im Bund und Europa war Palmer genau der richtige Mann. Seine Fähigkeit, noch die dicksten Bretter zu bohren, erhofft sich der Verband mit seinen rund dreihundert Mitgliedern nun von Björn Böhning.“
Zum 150. Jubiläum des Filmpioniers Carl Laemmle im Jahr 2017 initiierte Christoph Palmer als Geschäftsführer der Produzentenallianz zusammen mit Laemmles Geburtsstadt Laupheim mit der Auszeichnung des Lebenswerks einer herausragenden Produzentenpersönlichkeit den ersten eigenständigen Produzentenpreis in Deutschland. Der Carl Laemmle Produzentenpreis ist mit 40.000 Euro dotiert und wird jährlich im feierlichen Rahmen in Laupheim verliehen.

## Politische Karriere
Seit seiner Schulzeit war Palmer in der Jungen Union politisch tätig. 1989 und 1994 wurde er jeweils zum Stadtrat in Stuttgart gewählt. 1996 wurde er Staatssekretär im baden-württembergischen Ministerium für Wissenschaft, Forschung und Kunst und galt als Hoffnungsträger der Südwest-CDU, zumal er im selben Jahr auch Vorsitzender der CDU Stuttgart wurde. Er führte die Partei bis 2008, die beide Oberbürgermeister-Wahlen in diesem Zeitraum für sich entscheiden und gegen den bundesweiten Trend einen erheblichen Mitgliederzuwachs verzeichnen konnte. Von 2001 bis 2008 war er Landtagsabgeordneter für den Wahlkreis Stuttgart II (Filderwahlkreis) im Landtag von Baden-Württemberg.
Von 1998 bis 2004 war Palmer Minister im Staatsministerium Baden-Württemberg und galt als „rechte Hand“ von Ministerpräsident Erwin Teufel. Als Staatsminister koordinierte er die Landespolitik und initiierte vor allem im Bereich der Medienpolitik Projekte, beispielsweise mit der IT- und Medienoffensive „doIT“, der Imagekampagne „Wir können alles. Außer Hochdeutsch.“ und der Gründung der Popakademie Baden-Württemberg in Mannheim, die er gegen Widerstände im Land durchsetzte und als deren „Spiritus Rector“ er gilt. Von 1996 bis 2008 war Palmer Aufsichtsratsvorsitzender der Filmakademie Baden-Württemberg. Mit der Popakademie, der Filmakademie und der Akademie für Darstellende Kunst forcierte Palmer die Entwicklung aller drei „Kreativ-Akademien“ in Baden-Württemberg.
Als Sonderbeauftragter des Ministerpräsidenten leitete Palmer die Verhandlungen über den Neubau der Landesmesse am Stuttgarter Flughafen.
Seit 2001 war Palmer zudem Minister für europäische Angelegenheiten (Europaminister) und wurde unter anderem Vorsitzender des Europa-Ausschusses des Bundesrates in Berlin. Unter seiner Leitung wurde die Landesvertretung Baden-Württemberg in Brüssel im Jahr 2002 erworben und nach Sanierungsarbeiten am 5. Februar 2004 eröffnet. In den Jahren 2003 und 2004 vertrat Palmer die deutschen Bundesländer bei der Regierungskonferenz zur Umsetzung und Ausformulierung der Ergebnisse des Europäischen Konvents in einen Verfassungstext. Der Europäische Verfassungsvertrag wurde aufgrund der negativen Referenden in Frankreich und den Niederlanden nicht legitimiert, fand zu einem Großteil jedoch seinen Niederschlag im EU-Grundlagenvertrag Vertrag von Lissabon.
Der studierte Geisteswissenschaftler Palmer bekannte sich als Landesminister durch eine Vielzahl von Reden und Beiträgen zur geschichtlichen Verantwortung und initiierte in diesem Zusammenhang u. a. die Stauffenberg-Erinnerungsstätte beim Haus der Geschichte Baden-Württemberg in Stuttgart und setzte sich für die Erinnerungsstätte Matthias Erzberger in Münsingen ein. Kulturpolitisch koordinierte er 1998 die Überführung des als national wertvolles Kulturgut anerkannten Nachlasses von Alfred Döblin in das Deutsche Literaturarchiv in Marbach. 2003 organisierte er den Erwerb der kunsthistorisch bedeutenden Grauen Passion von Hans Holbein d. Ä. für die Staatsgalerie Stuttgart.
Am 25. Oktober 2004 trat Palmer als Minister zurück, nachdem er in einem Streit um Rücktrittsforderungen an Erwin Teufel mit dem CDU-Bundestagsabgeordneten Joachim Pfeiffer in einer Auseinandersetzung aneinandergeraten war, wobei er diesen ohrfeigte. Sein Abfindungsgehalt sorgte anfänglich für Kritik, bis bekannt wurde, dass er dieses einem karitativen Zweck in Stuttgart spendet (Vesperkirche Stuttgart).
Bei der Wahl zum Landtag von Baden-Württemberg am 26. März 2006 wurde Palmer im Wahlkreis Stuttgart II mit 14,2 % Vorsprung als Abgeordneter direkt wiedergewählt. Seit dem 19. Juli 2006 war er Vorsitzender des Europa-Ausschusses des Landtags und damit erster Ansprechpartner für Europafragen.
Im Jahr 2006 initiierte Palmer als Abgeordneter die Hebung und Ausstellung des Skulpturenschatz aus Schloss Rosenstein, so dass seitdem alle verbliebenen Marmorskulpturen, die im 19. Jahrhundert Teil der Skulpturengalerie von Schloss Rosenstein waren, nach entsprechender Restaurierung in der Staatsgalerie Stuttgart für die Öffentlichkeit ausgestellt sind.
Am 31. Mai 2008 schied Palmer aus dem Landtag aus, um sich stärker dem Beruf zu widmen. Für ihn rückte Thomas Bopp nach. Den Vorsitz der Stuttgarter CDU gab er am 2. Oktober 2008 an Michael Föll weiter.